# 蒂特拉加尔
蒂特拉加尔（Titlagarh），是印度奥里萨邦Balangir县的一个城镇。总人口27756（2001年）。

## 人口
该地2001年总人口27756人，其中男性14423人，女性13333人；0—6岁人口3370人，其中男1740人，女1630人；识字率66.55%，其中男性为75.14%，女性为57.26%。